# Мартін Барраган
Мартін Барраган (ісп. Martín Barragán; нар. 14 липня 1991, Тісапан-ель-Альто) — мексиканський футболіст, нападник клубу «Некакса».
Виступав, зокрема, за клуби «кальчіо Анджелес де Пуебла» та «Атлас», а також національну збірну Мексики.

## Клубна кар'єра
Розпочав свою кар'єру в аматорській команді «Агаверос Арсенал» з четвертого дивізіону країни, потім у тому ж дивізіоні грав за клуб «Оро». У той час, на додаток до футболу, він підробляв працівником автозаправної станції (ісп. GASOLINA), звідси його прізвисько «Gasolinero». Завдяки успішним виступам перейшов в академію молодіжної команди клубу «Атлас», де в протягом наступних кількох сезонів успішно грав за дублюючу команду «Академікос», у складі якої в сезоні Апаратури 2012 року він став найкращим бомбардиром третьої ліги).
2013 року Барраган був включений до складу основної команди, у складі якої в лютому 2013 року дебютував у грі проти «Лобос БУАП» (2:0) в матчі Кубка Мексики (ісп. Copa MX). 5 січня 2014 року в матчі проти «Тіхуани» він дебютував у мексиканській Прімері. 30 березня в поєдинку проти «Крус Асуль» Мартін зробив «дубль», забивши свої перші голи за «Атлас».
Влітку 2017 року Барраган перейшов в «Некаксу». 

## Виступи за збірну
29 червня 2017 року дебютував в офіційних іграх у складі національної збірної Мексики в товариському матчі проти збірної Гани, замінивши у другому таймі Анхеля Сепульведу.
У складі збірної був учасником розіграшу Золотого кубка КОНКАКАФ 2017 року у США.
Наразі провів у формі головної команди країни 2 матчі.